# Protéine intrinsèque
Les protéines intrinsèques ou protéines intégrales sont accrochées de part et d'autre de la membrane plasmique (et non à l'intérieur). Elles ont pour fonction d'assurer le transport des nutriments ou des signaux entre l'extérieur et l'intérieur de la membrane. Il peut s'agir de canaux transmembranaires qui assurent l'entrée et la sortie d'électrolytes, de molécules d'eau, glucose, etc. Il peut également s'agir de protéines qui assurent la transmission d'un signal chimique tel que la protéine G. Cette dernière induira une cascade signalétique vers l'intérieur de la cellule. 
La structure nommée protéine de bande 3, représente bien l'exemple type d'une protéine intrinsèque. Elles sont insérées dans la double couche phospholipidique qui compose la membrane cellulaire. Elles sont intrinsèques à la membrane cellulaire. 

## Protéine extrinsèque
Inversement aux protéines intrinsèques, les protéines extrinsèques se situent proche de la membrane cellulaire sans la traverser. Elles peuvent être situées du côté cytoplasmique comme du côté extra-cellulaire de la membrane. Les protéines extrinsèques ont pour fonction le soutien cellulaire. D'autres catégories de protéines extrinsèques auront, entre autres, pour fonction d'assurer la transmission du message chimique à l'intérieur de la cellule. Message préalablement induit par une protéine intrinsèque ; par exemple la protéine G.